# آلبرت کوروود
آلبرت کوروود (انگلیسی: Albert Curwood؛ 31 December 1910 – 1971 (aged 70)) بازیکن فوتبال اهل بریتانیا بود.
از باشگاه‌هایی که در آن بازی کرده‌است می‌توان به باشگاه فوتبال سوانزی سیتی، باشگاه فوتبال ای‌اف‌سی بورنموث، و باشگاه فوتبال بلکپول اشاره کرد.